# Salim Miguel
Salim Miguel (Kfarsaroun, Distrito de Koura, Líbano, 30 de janeiro de 1924 – Brasília, 22 de abril de 2016) foi um escritor brasileiro nascido no Líbano. Recebeu o Prêmio Machado de Assis de 2009.

## Biografia
De uma família de cristãos ortodoxos, nascido no Líbano em 1924, filho de um professor primário, Salim chegou ao Brasil três anos depois com a família, residiram durante um ano no Rio de Janeiro, depois passou a viver em Biguaçu, pequena cidade próxima de Florianópolis. Um dos mais destacados escritores de Santa Catarina, Salim Miguel foi um dos fundadores do Grupo Sul, ao lado de Walmor Cardoso da Silva e Eglê Malheiros, a sua companheira. Ele pertenceu ao corpo editorial da revista Ficção (Rio de Janeiro, 1976-1979), foi diretor executivo da Editora da UFSC e presidente da Fundação Cultural Franklin Cascaes. Seus interesses pela sétima arte levaram-no a atuar como co-roteirista de O preço da Ilusão, A Cartomante e Fogo Morto.
Dono de uma vasta obra literária: Velhice e outros contos (1951), Alguma gente (1953), Rede (1955), O primeiro gosto (1973), A morte do tenente e outras mortes (1979), A voz submersa (1984), Dez contos escolhidos (1985), O castelo de Frankenstein, anotações sobre autores e livros (1986), A vida breve de Sezefredo das Neves, poeta (1987), As areias do tempo (1988), O castelo de Frankenstein, II (1990), As várias faces (1994), Primeiro de abril, narrativas da cadeia (1994), As desquitadas de Florianópolis (1995), Onze de Biguaçu mais um (1997), Variações sobre o livro (1997), As confissões prematuras (1998), Nur na escuridão (1999), Apontamentos sobre meu escrever (2000), Eu e as corruíras (2001), Mare Nostrum (2004), As cartas d'Africa e alguma poesia (2005), O sabor da fome (2007), Minhas memórias dos outros escritores, anotações sobre autores e livros (2008) e Jornada com Rupert (2008).
O livro Eu e as corruíras (2001) deu a Salim o prêmio Juca Pato de Intelectual do Ano (2002), outorgado pela União Brasileira de Escritores, em parceria com o jornal Folha de S.Paulo. A Academia Brasileira de Letras o homenageou com o prêmio Machado de Assis (2009).
Salim teve longa atuação como jornalista, foi dono de livraria e editora e se aposentou como funcionário público. É considerado, depois de Cruz e Sousa, o mais importante escritor de Santa Catarina e a principal personalidade cultural catarinense do século XX.
Possuiu uma casa de veraneio em Cachoeira do Bom Jesus. Em Florianópolis vivia num apartamento nas imediações da UFSC.
Por volta de 2005, o escritor começou a ficar cego.

## Obras Selecionadas
- Velhice e outros contos (1951);
- O primeiro gosto (1973);
- A morte do tenente e outras mortes (1978);
- O castelo de Frankenstein (1980);
- A voz submersa (1984);
- As várias faces (1984);
- A vida breve de Sezefredo das Neves, poeta (1987);
- As areias do tempo (1988);
- Primeiro de Abril: Narrativas de cadeia (1994);
- As desquitadas de Florianópolis (1995);
- Variações sobre o livro (1998);
- As confissões prematuras (1998);
- Nur na Escuridão (1999);
- Eu e as corruíras (2001);
- Aproximações: Leituras e anotações (2002);
- Estrangeiros: Releituras (2003);
- Mare nostrum (2004);
- O sabor da fome (2007);
- Minhas memórias de escritores (2008);
- Jornada com Rupert (2008);
- Reinvenção da infância (2011);
- Fantasia e (é) realidade: Ou treze textos surreais (2012);
- Nós (2015).